# Antoine Ranc
Antoine Ranc (c. 1634 - 1716) fue un pintor francés. 

## Vida
Antoine Ranc nació en Montpellier alrededor de 1634 en el seno de una familia modesta.  Se convirtió en alumno del artista flamenco Jean Zueil, apodado "le français" (el francés), quien probablemente trajo el estilo de pintura del norte de Europa a esa ciudad en el Languedoc.  También se sabe que Ranc fue un aprendiz del cuñado de Zueil, el poussinista Samuel Boissière (1620–1703).  Ranc viajó a Roma alrededor de 1654 con François Bertrand, otro pintor de Montpellier, que se convirtió en el padrino del tercer hijo de Ranc en 1677. 
A partir de 1667, Ranc regresó a su lugar de nacimiento, donde recibió el prestigioso encargo de una gran pintura para el altar mayor de la iglesia de Notre-Dame-des-Tables .  En 1671, el joven Hyacinthe Rigaud se unió a su estudio y copió los Van Dycks que era propiedad de Ranc.  Ranc se asoció con Jean de Troy (1638-1691), un artista de Toulouse que acababa de instalarse en Montpellier y que más tarde se convertiría en director de la recién creada Académie des Arts. 
Los dos primeros hijos de Antoine, Jean y Guillaume (nacidos en 1684) se convirtieron en pintores.  En 1685 lo siguieron dos hijos más, uno de los cuales fue Jean-baptiste, más tarde un ingeniero real.  A la muerte de Jean de Troy, Ranc tenía una demanda aún mayor de pinturas religiosas.  Los cánones de la Catedral de Montpellier encargaron a De Troy pintar un Cura del paralítico y Jesús entregando las llaves a San Pedro para que se colocaran a ambos lados de la pintura de Bourdon, con la condición de que Ranc trabajara con los dos dibujos de Poussin.  De Troy completó el primero de estos vastos lienzos, pero el segundo quedó inconcluso después de su muerte y fue completado por Ranc (imagen principal) y el paisajista Charmeton (paisaje de fondo). 

## Trabajos seleccionados
El obispo de Montpellier Colbert otorgó a Ranc varias comisiones de capilla y de iglesia: 
- un Calvario (1701)
- Un Cristo en la Cruz con la Virgen y San Léonce (1701)
- San Carlos Borromeo (1702)
- un Cristo en la cruz con la Virgen y San Juan (1703)
- un Descenso de la cruz (1707)
- Otro San Carlos Borromeo (1710).

Otras obras sin fecha incluyen ocho cabezas de apóstoles pintadas en grisalla para la capilla des Pénitents Blanc en Montpellier, La aparición del ángel a San José inspirada por Mignard en la Iglesia Saint-Mathieu, La aparición de Jesús a las tres Marías después de su Resurrección. anteriormente en la Église des Matelles, y varios retratos. 